# Крок уперед
«Крок вперед» (англ. Step Up) — молодіжна музична мелодрама 2006 року.

## Сюжет
Нора — балерина, що вчиться в елітній школі, Тайлер — вуличний танцюрист, який не ладнає із законом. Для того, щоб збулися її мрії, їй потрібно знайти ідеального танцювального партнера, а йому потрібен просто шанс, щоб реалізувати свій потенціал і почати нове життя. Після випадкової зустрічі їх життя змінюється і на світ з'являється шикарний танцювальний дует.

## Додатково
- Робоча назва картини — «Music High».
- Зйомки проходили в Балтиморі, штат Меріленд, США та почалися 19 вересня 2005 року.
- У картині використовували творчість студентів Carver Center for the Arts and Technology в Балтіморі.
- Після зйомок фільму, 2008 року Ченнінг Тейтум зробив Дженні Девон пропозицію руки і серця, потім, в липні 2009 року, пара зіграла весілля на Малібу.
- Фільм спародіювали у комедії «Без ансамблю» (2009 року).

## Музика
| 1. Bout It у виконанні Yung Joc та 3LW (Фінальний танець) 2. Get Up у виконанні Ciara та Chamillionaire (Фінальні титри) 3. (When You Gonna) Give It up to Me у виконанні Шона Пола та Кейша Коул (Грає в клубі) 4. Show Me The Money у виконанні Піті Пабло (Початкові титри) 5. 80's Joint у виконанні Келіс 6. Step Up у виконанні Саманти Джейді 7. Say Goodbye у виконанні Кріса Брауна 8. Dear Life у виконанні Anthony Hamilton 9. For The Love у виконанні Drew Sidora та Mario (Звучить у клубі після виступи Люсі) 10. Ain't Cha у виконанні Clipse за участю Re-Up Gang та Roscoe P. Goldchain 11. I'mma Shine у виконанні Youngbloodz (Майлз включає в клубі у Омара) 12. Feelin Myself у виконанні Dolla 13. Til The Dawn у виконанні Drew Sidora (Виступ Люсі) 14. Lovely у виконанні Deep Side 15. U Must Be у виконанні Gina Rene (Тайлер і Нора репетирують на даху біля причалу) 16. Made у виконанні Jamie Scott | - Philosophy у виконанні Josh Henderson та Ben Davis - Canon in D у виконанні Nuttin But Stringz - The Choice is Yours (Revisited) у виконанні Black Sheep (Тайлер танцює біля машини біля MSA) - Little Dap у виконанні Mark Ronson - Shilo's Piano у виконанні Shilo Monaco - Get It у виконанні T.I. (Тайлер танцює на самому початку фільму з дівчиною PJ'я) - Cleaning Song у виконанні Neff-U - Love Life у виконанні Fatboy Slim та Macy Gray - Crazy Strings у виконанні Chris N Drop - Pushin' у виконанні C Ride та Dre (of Cool & Dre) - Violette у виконанні Kathleen Crees - Maidens of the Grove у виконанні Gia Farrell, Jeannie Ortega, Robyn Norris та Blaire Reinhard - Tonight у виконанні Kwame - Damn у виконанні Novel - Toma у виконанні Pitbull featuring Lil Jon - What Up! у виконанні Rhymefest - Attention Please у виконанні Alias - Swan Lake. Waltz у виконанні Studio Musicians |

### Позиції в чартах
| Рік  | Чарт                  | Позиція |
| ---- | --------------------- | ------- |
| 2007 | The Billboard 200     | 6       |
| 2006 | The ARIA Album Top 50 | 85      |

Альбом зайняв шосту позицію в списках Billboard 200 charts (один з найкращих саундтреків 2006 року).
| Рік  | Виконавці                | Назва            | Позиція | Позиція  | Позиція |
| Рік  | Виконавці                | Назва            | U.S.    | U.S. R&B | Pop 100 |
| ---- | ------------------------ | ---------------- | ------- | -------- | ------- |
| 2006 | Sean Paul ft. Кейша Коул | Give It Up To Me | 3       | 5        | 9       |
| 2006 | Ciara ft. Chamillionaire | Get Up           | 7       | 10       | 13      |
| 2006 | Chris Brown              | Say Goodbye      | 10      | 1        | 43      |

## Касові збори
Прем'єрний вікенд:
- США: $20,659,573 (13 серпня 2006 року)
- Велика Британія (на 307 екранах) : £1,212,725 (29 жовтня 2006 року)
- Нідерланди (на 52 екранах) : €389,526 (27 серпня 2006 року)

Під час показу в Україні, що розпочався 18 січня 2007 року, протягом перших вихідних фільм зібрав $67,726 і посів 4 місце в кінопрокаті того тижня. Фільм опустився на сьому сходинку українського кінопрокату наступного тижня і зібрав за ті вихідні ще $33,995. Загалом фільм в кінопрокаті України пробув 4 тижні і зібрав $183,520, посівши 72 місце серед найбільш касових фільмів 2007 року.